# Drago Pudgar
Drago Pudgar, slovenski smučarski skakalec, * 27. september 1949, Črna na Koroškem.
Pudgar je za Jugoslavijo nastopil na Zimskih olimpijskih igrah 1972 v Saporu, kjer je na srednji skakalnici osvojil 35., na veliki pa 23. mesto. V letih 1971 in 1972 je nastopal na tekmah turneje štirih skakalnic, najboljšo uvrstitev je dosegel 29. decembra 1971, ko je na tekmi v Innsbrucku osvojil 21. mesto.
Tudi njegov mlajši brat Danilo je bil smučarski skakalec.